# MAGI Synthavision
MAGI Synthavision war ein im Jahr 1966 von Philip Mittelman gegründetes Unternehmen für Computertechnik mit Sitz in Elmsford, New York. Mit Hilfe von neu entwickelten Programmen wurde dort der radioaktive Zerfall von Uran und anderen radioaktiven Stoffen simuliert, was ohne Einsatz von Computern nahezu unmöglich gewesen wäre. Ab 1972 boten sie kommerzielle 3D-Computergrafik an, damit waren sie das erste Unternehmen dieser Art. Die Generierung von 3D-Grafiken am Computer wurde kurz vorher von Edwin Catmull erstmals beschrieben.

## Methode
Die Bilder wurden mit Hilfe eines mathematischen Modells einzeln im Computer mit Hilfe von Synthavision berechnet. Dieses Modell berechnete den Blickwinkel und die Geschwindigkeit. Anschließend wurde Bild für Bild auf 16/35/65 mm Film belichtet und dieser wurde dann normal entwickelt und projiziert. Auf diese Weise ergab sich ähnlich wie beim Zeichentrickfilm eine Animation.

## Geschichte
1971 erstellte MAGI testweise ein animiertes 3D-Modell eines Flugzeuges der Firma Boeing.
1972 wurde von Robert Goldstein die Abteilung "Synthavision" gegründet. Man entwickelte dort ein Programm zur Generierung von Bildsynthesen und CGI (dt.: Computer generierte Bilder) Animationen mit dem Ziel, wissenschaftliche Visualisierungen zu erstellen. Synthavision war eins der ersten Programme überhaupt, das Raytracing unterstützte. Außerdem basierte die Modellierung nicht auf Polygonen, sondern auf Körpern, denen Parameter zugewiesen wurden. Dieses neu entwickelte Verfahren wurde als Constructive Solid Geometry bezeichnet. Es ermöglichte eine (für damalige Verhältnisse) authentische Darstellung organischer Objekte.
MAGI/Synthavision erstellte den ersten CGI-Werbespot im Auftrag von IBM. Der Werbespot zeigte die dreidimensionalen Buchstaben 'IBM', welche aus einem Bürocomputer schweben.

## Animationen für den Film Tron
Im Jahr 1981 wurde MAGI/Synthavision von den Disney-Studios beauftragt, einen Teil der computergenerierten Szenen für den Spielfilm Tron zu erstellen, die übrigen Anteile der insgesamt rund 20 Minuten dauernden Szenen wurden von drei weiteren Firmen – Information International, Inc., Robert Abel and Associates und Digital Effects – erstellt. In diesen etwa 10-minütigen Animationen wurden die Lichtmotorräder (sog. Lightcycles) und die Panzer dargestellt und animiert. MAGI/Synthavision erhielt 1,2 Millionen US-Dollar für den Auftrag, der einige Abänderungen des Programms Synthavision erforderte, da es beispielsweise keine Tiefenschärfe berechnen konnte. Diese Änderungen hätten bei den Visualisierungen, für die das Programm ursprünglich entwickelt wurde, nur gestört, im Film jedoch konnten so dramatische oder komische Effekte erzielt werden.

## Verkauf
Nachdem MAGI im Jahre 1988 an die kanadische Firma Bidmax verkauft wurde und viele Angestellte zu anderen CGI-Firmen wechselten, starb Phillip Mittelman im Jahr 2000.